# 戴啟思
戴啟思，KC，SC（1953年6月2日—），來自英國的香港資深大律師，曾任香港大律師公會主席。1984年從英國來港，於當時的律政司署工作，曾參與起草《香港人權法案條例》及著名司法覆核案件如1999年涉及港人內地所生子女的吳嘉玲案等。

## 簡歷
戴啟思1953年6月2日生於英國柴郡，就讀St. John Rigby Grammar School，1975年畢業於牛津大學林肯學院英國語文及文學系，後來進入林肯律師學院就讀。1977年考獲律師執照後，他首先於曼徹斯特實習，其後於北部巡迴裁判區私人執業，前後七年。1984年，他從英國來港，翌年5月加入香港政府律政司署（Attorney General’s Chambers）出任檢察官（Crown Counsel），1986年9月升任高級檢察官。除了檢控工作，早年他也曾參與法律政策科（Legal Policy Division）的工作。
1989年7月，戴啟思進一步升任副首席檢察官，出任助理律政專員（法律政策）一職。同年，他獲委以重任，在之後的兩年裏參與起草《香港人權法案條例》。在香港回歸前，他代表香港政府出任中英聯合聯絡小組的英方代表的其中一員，亦於1991年任聯合國人權事務委員會之英方代表成員，協助《公民及政治权利国际公约》於香港的實施。1991年底，戴啟思退出政府轉到私人機構工作，他在1997年初成為回歸前最後一批獲委任的御用大律師之一。同年7月，他過渡成為資深大律師。
1999年至2000年及2003年至2004年，戴啟思出任香港大律師公會副主席；2005年至2006年，出任香港大律師公會主席。2018年，再度出任香港大律師公會主席。他是香港回歸以來首位外籍人士擔任大律師公會主席一職。
戴啟思曾在2004年代表公屋居民盧少蘭提出司法覆核挑戰領匯（今稱領展）上市，2016年於游蕙禎、梁頌恆宣誓案為二人辯護，亦曾代表羅冠聰於政府裁定議員不符合參選資格案為其辯護。戴啟思亦曾批評西九龍總站實施一地兩檢違反《基本法》和人大釋法干預香港司法獨立，質疑中央過份運用釋法權力，如2016年宣誓案本可在香港普通法原則下解決，屬香港完全有能力自理的範圍，但中央釋法內容遠超案件涉及的情節。戴啟思因此經常被親建制派抨擊，親共報章《大公報》曾刊文力斥戴啟思為「抗中亂港」份子的「御用大律師」。
除了司法覆核訴訟外，1990年代初的越南船民湧港事件、回歸後居港權案，以至2010年代依據《聯合國禁止酷刑公約》提出免遣返聲請的難民案中，戴啟思都有參與。

## 言論及觀點
在媒體專訪中，戴啟思坦承與北京關係處於低點，形容北京向香港擺出強硬姿態。戴於2005年連續兩年出任香港大律師公會主席，並率團訪問北京，又曾與時任全國人大法工委副主任李飛和時任國務院港澳辦副主任張曉明等官員會面，前任兩位大律師公會主席上任後也獲邀訪京，惟在2018年戴再度上任後就一直未能訪京，同年中戴啟思原定到北京大學任教一個課程突被拒而未獲解釋原因。同時，香港大律師公會與北大合辦近8年、獲國家及校方支持、旨在給予內地學生普通法和香港法律制度基礎知識的課程亦需要無限期停辦。
對於人大多次釋法，戴啟思認為香港立法會有部分參選人提出自決或港獨雖不可能符合《基本法》，但北京或內地官員毋須就事情搶先定調它們違憲，因為這是香港法庭的事，北京發聲等同他們在問題上有傾向，待事情發展至需要釋法時，人大便須盡早處理，但在此之前「不用他們做或說甚麼」。他在專訪中曾說所關心的不是釋法的好與壞，而是釋法的合法性（lawfulness），「如果有一條壞的條例，釋法可以用來限制它；如果條例本來是好的，釋法則可以擴展它的範圍。」。而香港法治面對的最大威脅及外界對它的憂慮，最主要來自《基本法》第158條人大常委會解釋《基本法》條文的權力，惟人大並非司法機關，不用對香港問責，可透過釋法達致他們屬意的結果。他認為香港法治「仍然健康」，稱不會把香港普通法價值加諸於中國內地，但樂於讓內地了解普通法和香港情況，又認為當中央向香港「展示其憲制力量」時，若這些行動與香港法律價值不一致，會為香港帶來影響，期望中央能自我約束，這將有利香港法治。

## 家庭
戴啟思有兩名女兒，其中一名女兒麗貝加（Rebecca Dykes），生於香港，曾在港居住4年，任教英語，亦曾任香港人權監察義工，將爭取居港權人士撰寫的中文文件翻譯成英文。2008年於曼徹斯特大學人類學畢業，後於倫敦大學伯貝克學院修畢國際安全及全球管理學碩士學位，2010年加入英國外交及聯邦事務部，曾派駐伊拉克和利比亞參與國際關係和人道工作，後轉到英國駐貝魯特大領館工作，2017年於黎巴嫩被一名Uber司機姦殺，終年30歲。兇手在2019年11月被判死刑。